# Protichneumon charlottae
Protichneumon charlottae là một loài tò vò trong họ Ichneumonidae.